# KZ-Außenlager Kaufering – Utting

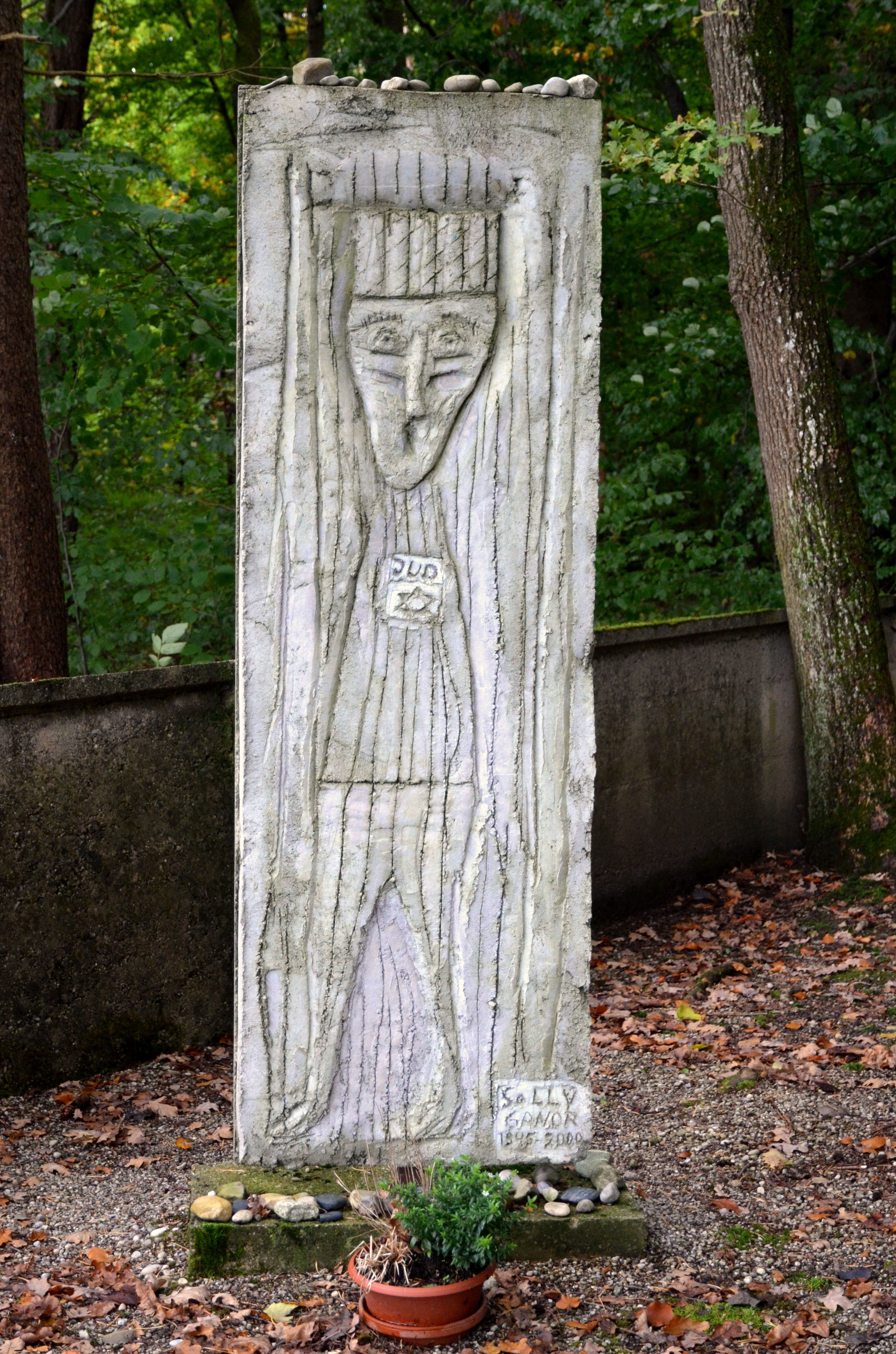
Betonskulptur des Überlebenden Solly Ganor und Künstler Bernd Dudek auf dem KZ-Friedhof Utting (Foto 2021).

Die beiden KZ-Außenlager Kaufering – Utting waren das fünfte und zehnte der insgesamt elf Lager des Außenlagerkomplexes Kaufering, des größten Komplexes der 169 Außenlager des Konzentrationslagers Dachau. Das frühere KZ-Außenlager Kaufering V – Utting wurde spätestens im Spätsommer 1944 errichtet. Das spätere KZ-Außenlager Kaufering X – Utting befand sich am südwestlichen Ende von Utting am Ammersee an der Holzhauser Straße (s. Karte).

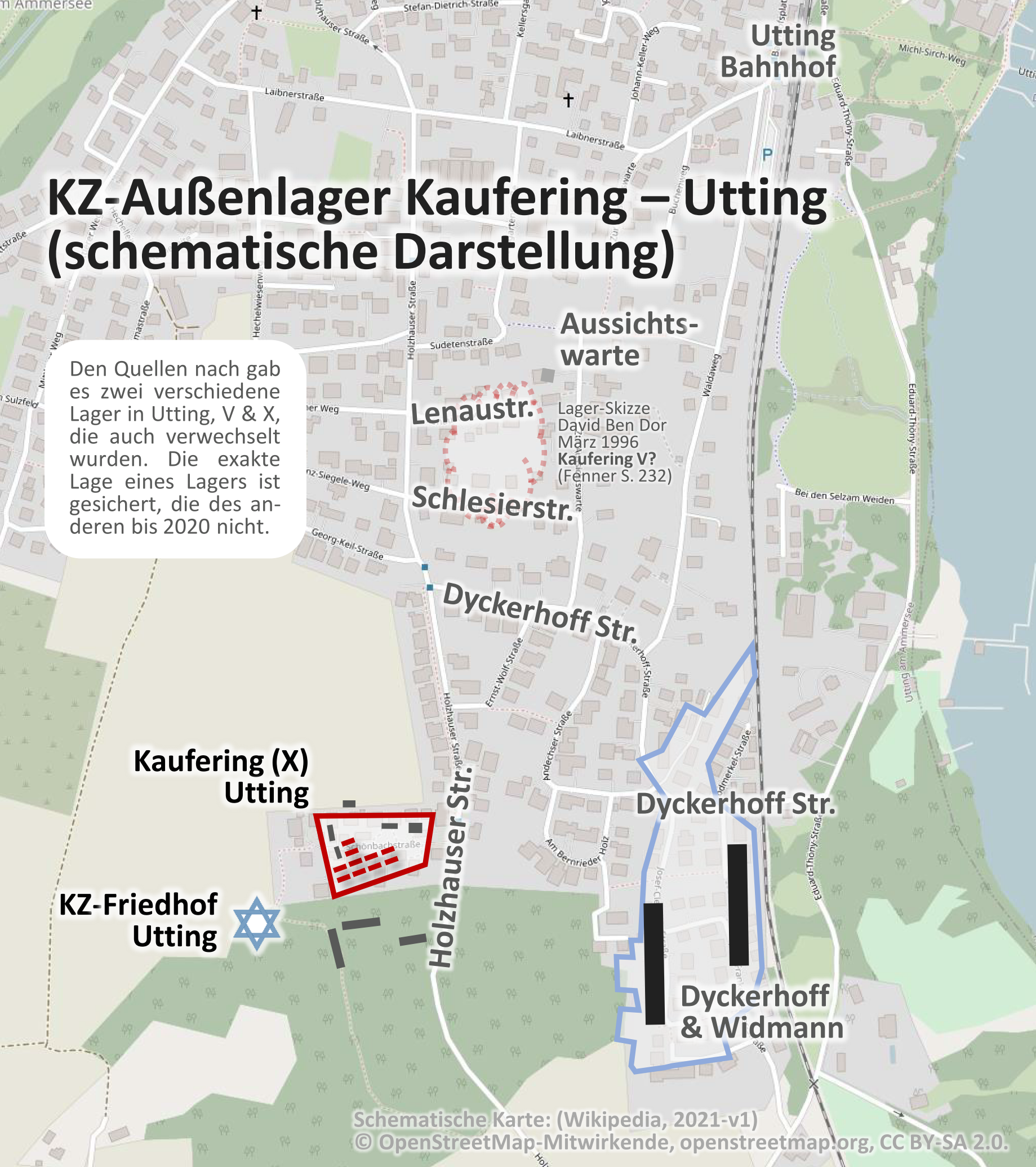
Schematische Karte KZ-Außenlager Kaufering X – Utting, 1945. (s. a. Luftbilder)

## Entstehungshintergrund
Nach der Luftoffensive der Alliierten im Februar 1944 war die deutsche Rüstungsindustrie schwer getroffen. Die Flugzeug-Produktion sollte mittels U-Verlagerung unter die Erde verlagert werden, mit der Leitung beauftragt war der Jägerstab mit weitreichenden Vollmachten. Dieser beauftragte die Organisation Todt (OT)  mit Organisation und Herstellung der Großbunker. Ursprünglich geplant war eine Länge von 400 Metern bei einem Innendurchmesser von 85 Metern und 25 Metern Innenhöhe, mit mindestens fünf Metern Wandstärke. Mit dem massiven Einsatz von mehr als 30.000 größtenteils an Baufirmen vermieteten KZ-Häftlingen im KZ-Außenlagerkomplex Kaufering sollten drei Großbunker für die Fertigung u. a. des Strahlflugzeugs Messerschmitt Me 262 erstellt werden. Gefangene des KZ-Außenlagers Kaufering – Utting mussten für die Firma Dyckerhoff & Widmann bei minimaler Ernährung unter härtester körperlicher Arbeit Fertigbauteile für den Innenausbau des Bunkers Weingut II herstellen. Wenn die Gefangenen auch für die Arbeit benötigt wurden, hatte ihre Vernichtung durch Arbeit Vorrang.

## Errichtung und Betrieb der beiden KZ-Außenlager
Utting war nach übereinstimmenden Feststellungen des International Tracing Service im Jahre 1949 wie auch Berichten überlebender KZ-Häftlinge der Standort von zwei verschiedenen KZ-Außenlagern. Die Gefangenen des Lagers V mussten 1944 das Lager X aufbauen. Der ehemalige Häftling Solly Ganor war in der Zeit vor Räumung der Lager in dem einen, Abba Naor hingegen in dem anderen KZ-Außenlager untergebracht. Das eine Lager wurde nach übereinstimmenden Berichten der KZ-Häftlinge bereits Mitte April 1945 über Kaufering I – Landsberg Richtung Dachau geräumt, das andere erst Ende April direkt nach Dachau. Die Bezeichnungen dieser beiden Lager mit den römischen Ziffern V (5) und X (10) werden in manchen Quellen verwechselt. Datumsangaben werden von Zeitzeugen zum Teil um einen Tag abweichend wiedergegeben.
Untergebracht waren die KZ-Häftlinge in Erdhütten. In Utting mussten die KZ-Häftlinge im Auftrag der Organisation Todt für die Firma Dyckerhoff & Widmann Schienen verlegen, 50 kg schwere Zementsäcke schleppen, Sand und Kies schaufeln, sowie Kies aus der örtlichen Kiesgrube zur Firma transportieren – alles Schwerstarbeit in 12-Stunden-Schichten bei völliger Unterernährung. Dr. Lunz, ein KZ-Häftling über die gesamte Betriebszeit der Lager in Utting, bezeugte nach seiner Befreiung, dass es täglich nur 400 kcal und weniger zu essen gab. Waren Gefangene zu geschwächt oder krank, wurden sie aus Utting ins „Sterbelager“ Kaufering IV – Hurlach gebracht, wo die meisten starben.
Bekannte KZ-Häftlinge waren unter anderem der Journalist und spätere Generalmajor Oliver Lustig und der deutsche Politiker Gustav Köhler – bei beiden ist nicht bekannt, in welchem der beiden Lager in Utting sie inhaftiert waren.

### KZ-Außenlager Kaufering V – Utting
Über das Lager Kaufering V – Utting ist weniger gesichert bekannt als über das andere. Dieses Lager muss spätestens ab Spätsommer 1944 bestanden haben, da die Gefangenen dieses Lagers das KZ-Außenlager Kaufering X – Utting aufbauen mussten. Der KZ-Außenlagerkomplex Kaufering wurde Mitte Juni 1944 in Betrieb genommen. Somit muss Lager V wie von Dr. Lunz angegeben im Juli, spätestens Mitte September 1944 in Betrieb genommen worden sein. Zum Jahresende 1944 wurde es in frühen Quellen erstmals konkret genannt. Auch nach diesen Recherchen im Jahre 1949 befand es sich in Utting, bzw. nach späterer wissenschaftlicher Analyse weiterhin „vermutlich“. Der Überlebende David Ben Dor zeigte der Geschichtsforscherin Dr. Barbara Fenner bei einem Ortsbesuch 1996 die Lage des KZ-Außenlagers V in der Nähe der Aussichtswarte, wo sich auch eine Flak-Stellung befand. Dabei fertigte er zwei detaillierte Skizzen sowohl zur Position als auch zum Aufbau dieses Lagers an, das sich diesbzgl. signifikant von Lager X unterscheidet. Auch die Existenz der von ihm auf der Skizze eingezeichneten Schmalspurbahn wird inzwischen von der regionalen historischen Forschung bestätigt. Am 14. April 1945 wurde dieses Lager von der Organisation Todt mit 510 Männern und 15 Frauen geführt. Wie unter anderem Solly Ganor fast übereinstimmend berichtete, wurde das Lager V erst am 24. April 1945 mit 559 Gefangenen geräumt, die Gefangenen mussten direkt zum KZ Dachau marschieren. Dort kamen sie am 26. April an und mussten von dort weiter nach Waakirchen marschieren.

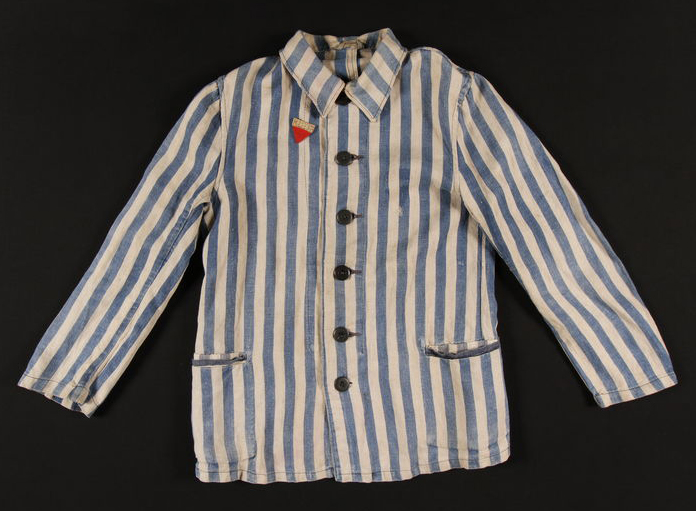
KZ-Uniform mit Aufnäher aus KZ-Außenlager Kaufering X – Utting, von Getzel Fingerhut aus Litauen (* 24. Dezember 1922), aus KZ-Außenlager Linkaičiai und Außenlager Wilna (Heereskraftfuhrpark 562) über KZ Stutthof deportiert. Foto: United States Holocaust Memorial Museum.

### KZ-Außenlager Kaufering X – Utting
Die früheste Nennung dieses Lager X war ab 18. August 1944 bzgl. der Tätigkeit von Gefangenen in einer Lederfabrik. Ab 26. September 1944 waren hier 200 bis 400 KZ-Häftlinge untergebracht, gemäß Flurkarten in der Holzhauser Straße. Luftbilder von 1945 bestätigen dort die Existenz eines Lagers, etwas westlich von Dyckerhoff & Widmann, etwas östlich des zugehörigen KZ-Friedhofs. Dieses Lager war von Gefangenen des Lagers V aufgebaut worden. Lagerführer war ab Ende Dezember 1944 bis zum Ende des Krieges 1945 Alois Wipplinger. In der Lager-Aufstellung der Organisation Todt am 14. April 1945 wurde dieses Lager X nicht mehr genannt. Wie die ehemaligen Lagerhäftlinge Slomo Pasternak und Abba Naor berichteten, waren die Gefangenen zu diesem Zeitpunkt mittels Fußmarsch ins KZ-Außenlager Kaufering I – Landsberg verlegt worden. Erst von dort führte der weitere Todesmarsch zum KZ Dachau.
Das KZ-Außenlager Kaufering X – Utting wurde ab Mitte der 1950er Jahre mit den Wohnhäusern der Schönbach-Siedlung überbaut, auf dem ehemaligen Lager der Wachmannschaft die Wertstoffsammelstelle von Utting eingerichtet.

## Juristische Aufarbeitung
SS-Hauptscharführer Hermann Calenberg schlug nach Aussage von Überlebenden bei Zählappellen Gefangene zusammen und untersuchte die Insassen auf Goldzähne, um sie ihnen nach ihrem Tod zu ziehen. SS-Oberscharführer Richard Hoschke zwang die Gefangenen nach deren Aussage zu schwerer Arbeit, während sie bis zum Bauch in eiskaltem Wasser standen und ordnete demnach Prügel für diejenigen an, die versuchten, sich an einem Feuer zu wärmen. Häftlinge gaben an, dass auch er selbst regelmäßig männliche Insassen des Lagers Utting schlug, und auch eine Gefangene auf brutale Weise. Beide wurden bei den Dachauer Prozessen zu je drei Jahren Haft verurteilt. Der verantwortliche Lagerführer, SS-Oberscharführer Alois Wipplinger wurde wegen seiner Brutalität und der unmenschlichen Lagerbedingungen zu lebenslanger Haft verurteilt.
Teile der juristischen Untersuchungen auch zum KZ-Außenlager Kaufering V – Utting sind nicht öffentlich zugänglich. Etliche SS-Aufseher des KZ-Außenlagers wurden nie verurteilt und verbrachten ihr Leben weiterhin in Utting am Ammersee.

## Erinnerung und Gedenken
Am ehemaligen KZ-Außenlager erinnert nur der Wegweiser zum jüdischen KZ-Friedhof an die Vergangenheit. An das Ende des KZ-Außenlagers erinnert seit 2005 das Todesmarsch-Mahnmal in der Holzhauser Straße. Es gibt dort weder eine Informationstafel noch einen historischen Lageplan. Im Rahmen eines Schulprojekts wurden Überreste eines Bunkers freigelegt und Betonpfeiler gefunden, die zu den Wachtürmen des Konzentrationslagers gehört haben könnten. Diese werden nicht ausgestellt.

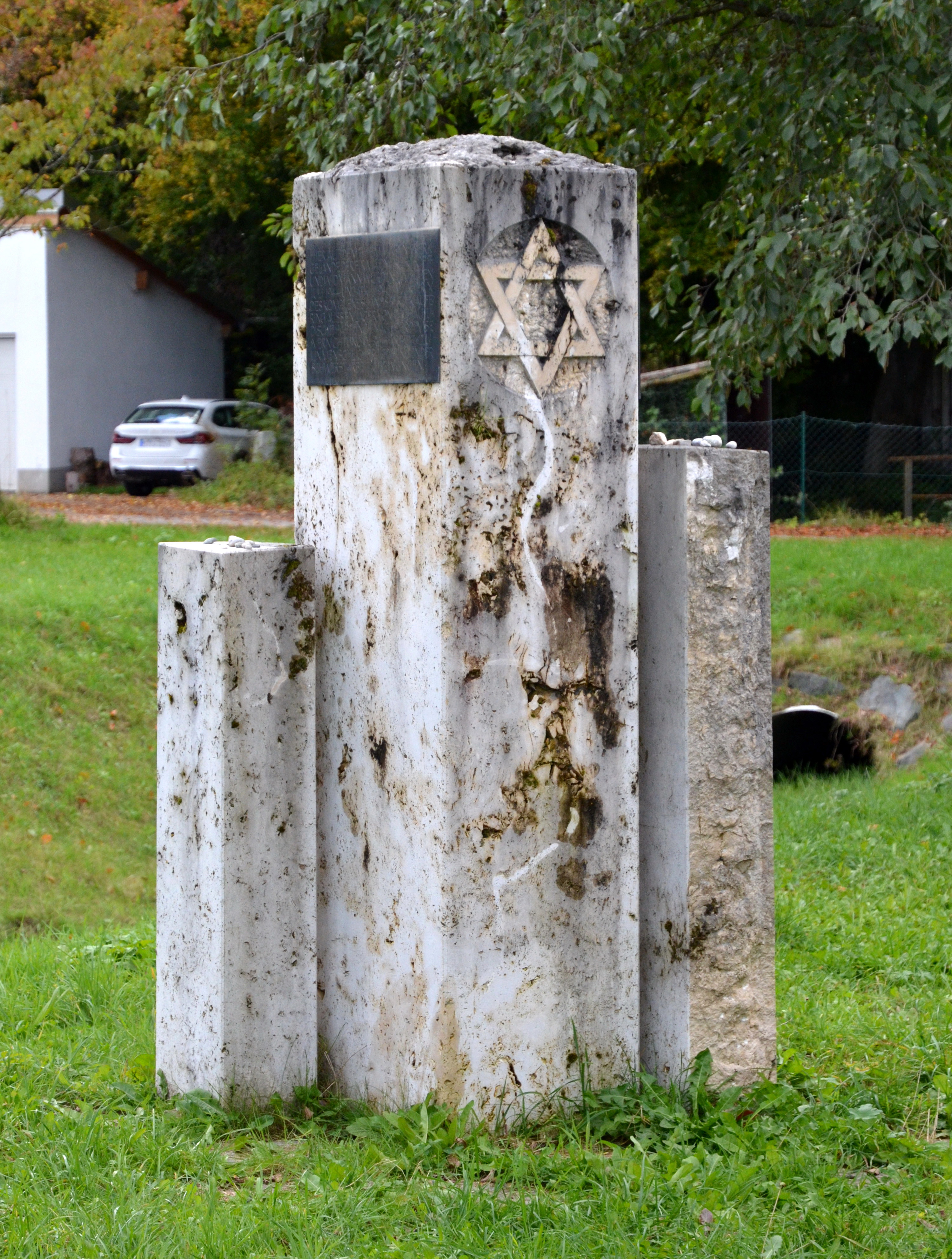
KZ-Gedenkort Utting am Übergang zum ehemaligen Fabrikgelände von Dyckerhoff & Widmann (Foto 2021).

### Gedenkort
Auf dem Fabrikgelände von Dyckerhoff & Widmann wurde der Betrieb 1997 eingestellt, ab 2008 wurde es mit der „Seepark“-Wohnsiedlung vollständig überbaut. Die Dyckerhoffstraße ist nach dem Besitzer der Fabrik benannt. Im Jahre 2011 ließ die Gemeinde Utting zwischen Verbindungs-Pfad und Entwässerungsgraben an der Josef-Clemens-Str. 6 einen Gedenkort für die KZ-Opfer am täglichen Weg der KZ-Häftlinge beim Übergang zum ehemaligen Fabrikgelände Dyckerhoff & Widmann errichten, das sich östlich davon befand. Drei Stelen des katholischen Theologen für christliche Kunst Franz Bernhard Weißhaar sollen abstrakt eine Geschichte aus dem zweiten Buch Mose der Thora darstellen. Auf der Stele, die Moses im Gebet zu JHWH darstellen soll, sind zwei mit Säure künstlerisch veredelte Tafeln auf Deutsch und Hebräisch mit einer im Original kaum lesbaren Inschrift angebracht:

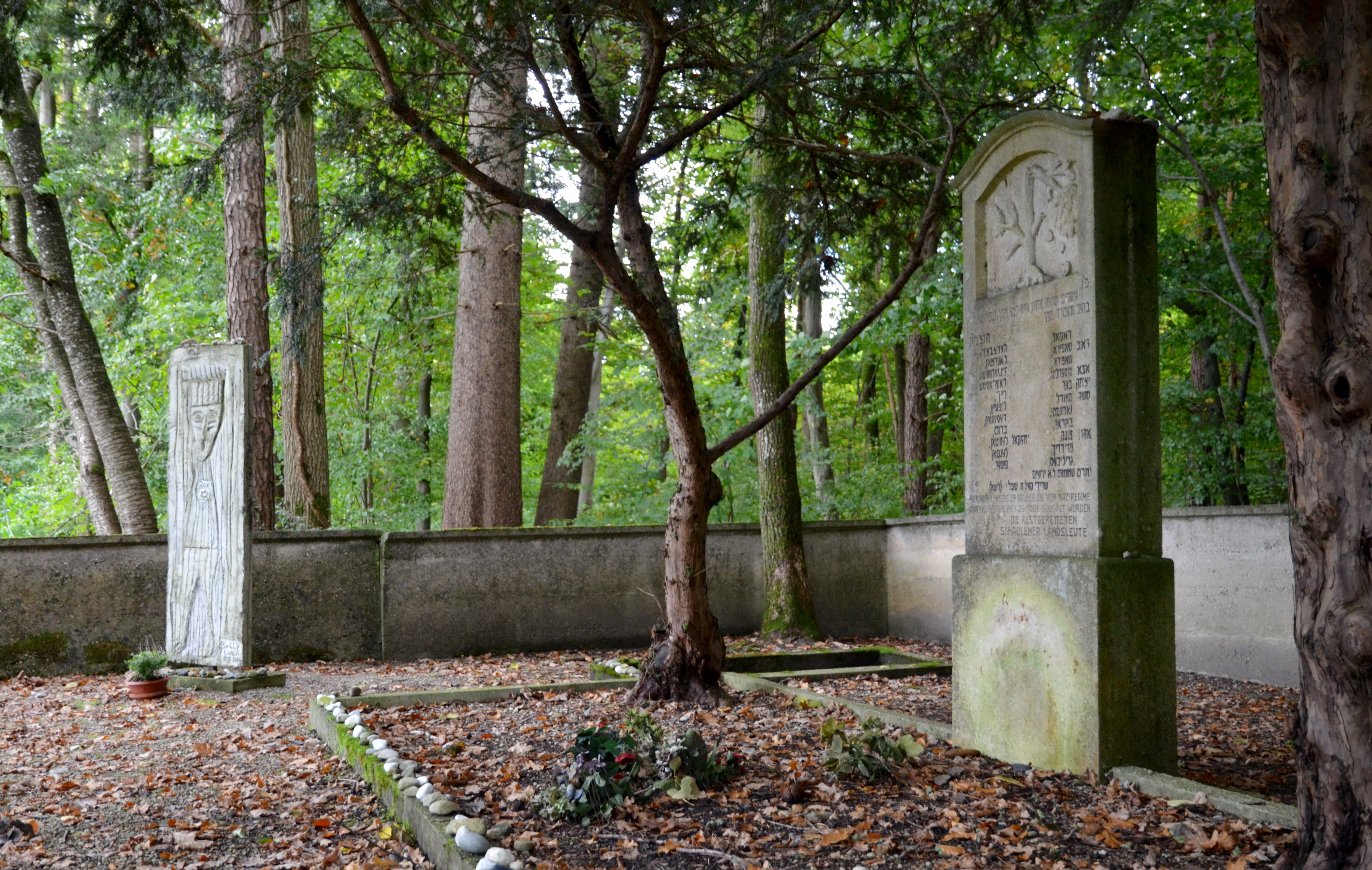
KZ-Friedhof Utting, 200 Meter südwestlich des KZ-Außenlagers (2021).

Hier auf dem ehemaligen Werk-

Gelände der Firma Dyckerhoff

und Widmann wurden zwischen

Juli 1944 und April 1945 im Lager X

des Komplexes Landsberg/Kaufe-

ring, Aussenlager von Dachau, jü-

dische Häftlinge nach der Devise

›Vernichtung durch Arbeit‹ zu

unmenschlicher todbringender

Schwerstarbeit gezwungen.

### Friedhof
Der KZ-Friedhof Utting befindet sich am südlichen Ortsausgang von Utting bei der Holzhauser Straße, nördlich des Wertstoffhofes, durch die Schönbachstr. ohne weiteres Hinweisschild gerade bis ganz nach hinten auf die Wiese, dort links nach 150 Metern versteckt im Wald.
Seit 2012 steht links eine Betonskulptur mit stilisiertem KZ-Häftling in Häftlingskleidung, dem Abzeichen „Jud“ und dem Davidstern. Diese wurde im Jahr 2000 vom Überlebenden Solly Ganor gemeinsam mit dem Künstler Bernd Dudek geschaffen (s. Foto). Nach den Diskussionen im Gemeinderat 2010 um den Vorschlag der Einbeziehung seines Kunstwerks in den vom katholischen Theologen Franz Bernhard Weißhaar zu gestaltenden Gedenkort teilte der Überlebende Solly Ganor mit, dass er diesen KZ-Friedhof „als einzig legitimen Standort“ für sein Kunstwerk ansehe.
Die Lage der einzelnen Gräber der 28 Männer und einer Frau ist nicht genau bekannt, doch wurden von Verwandten und Überlebenden Grab- und Gedenksteine mit den Namen angebracht. Über viele Jahrzehnte hinweg erinnerte allein dieser Friedhof in Utting noch an das Leiden der jüdischen KZ-Häftlinge.

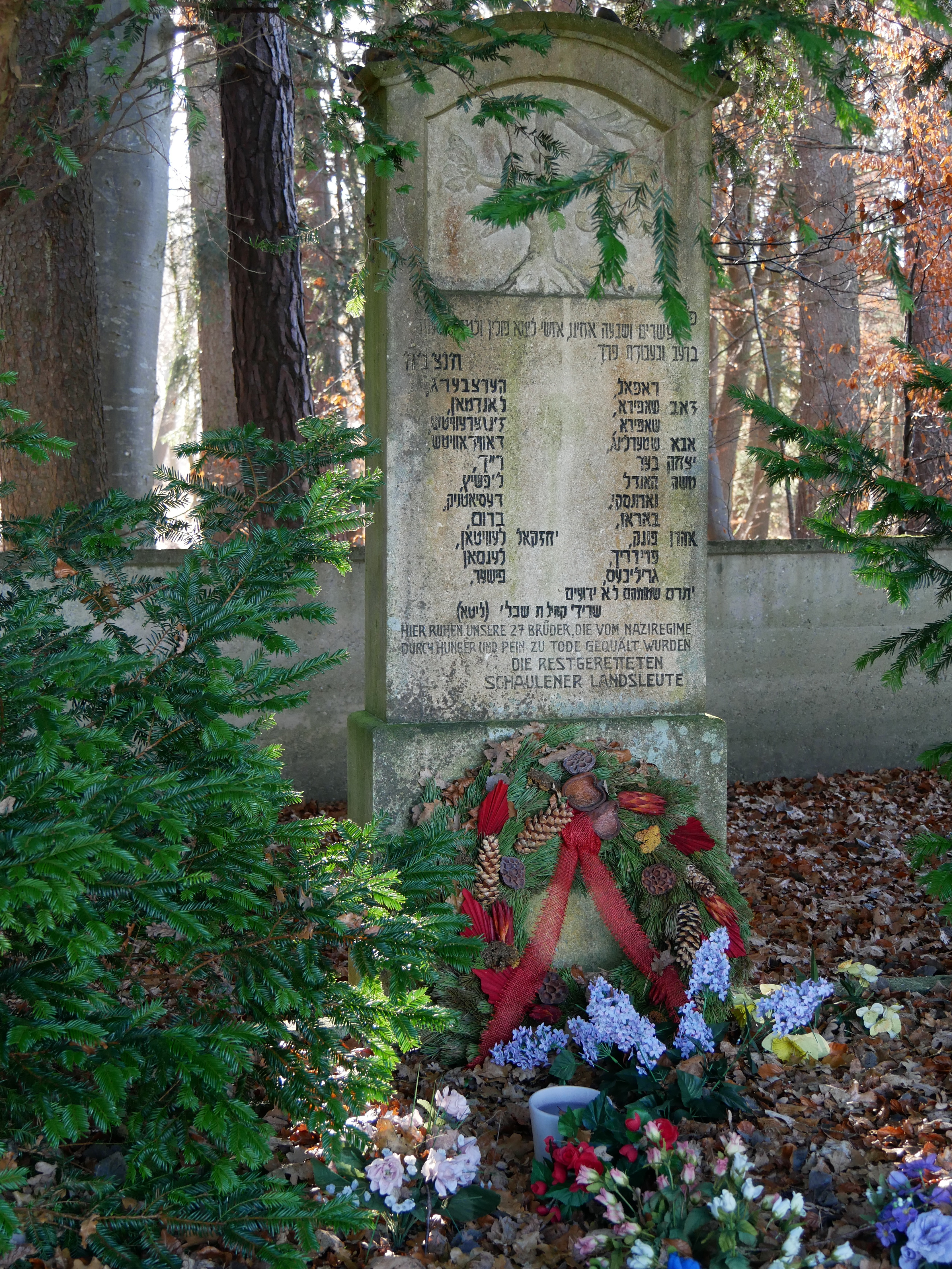
Zentraler Gedenkstein KZ-Friedhof Utting (2016).

Der zentrale Gedenkstein trägt die Inschrift auf Hebräisch (s. Foto):
Die Namen der restlichen hier Bestatteten sind unbekannt, Überlebende der Gemeinde Schaulen (Litauen)

hebräisch תנצבה – Sei ihre Seel gebunden im Bund des Lebens
…die Namen der Toten in hebräisch…
…und auf demselben Stein unten, weiter auf Deutsch:
Hier ruhen unsere 27 Brüder, die vom Naziregime

durch Hunger und Pein zu Tode gequält wurden

Die restgeretteten

Schaulener Landsleute
Das Bayerische Landesamt für Denkmalpflege führt diesen Friedhof in der Liste der Baudenkmäler unter der Ortsbezeichnung „In der Hechelwiese“.

## Film
- United States Holocaust Memorial Museum: Oral history interviews and testimony. In: Testimony. ushmm.org, 1995, abgerufen im Oktober 2021 (englisch, Zwei mehrstündige Zeitzeugen-Interviews online auf Video in Hebräisch, eines in Ungarisch, 22 weitere offline auch in Englisch, weitere in anderen Sprachen, jeweils u. a. über die Lager in Utting).